# Фофана, Иссьяка
Иссьяка Фофана (фр. Issiaka Fofana, род. 11 мая 1982, Урагахио, Го-Джибуа) — ивуарийский шоссейный велогонщик.

## Карьера
Чемпион Кот-д'Ивуара в групповой и индивидуальной гонках. В рамках Африканского тура UCI выиграл этап на Букль дю Котон и стал призёром Тура Камеруна. Выиграл Тур Кот-д’Ивуара. Неоднократно Участвовал в Туре дю Фасо. 
Несколько раз принимал участие в Африканских играх и чемпионате Африки.

## Достижения
2005
2-й на Тур де л'эст интернациональ
2006
 Чемпион Кот-д'Ивуара — индивидуальная гонка
3-й на Чемпионат Кот-д'Ивуара — групповая гонка
2007
6-й этап на Тур Того
5-й этап (TTT) на Тур де л'эст интернациональ
2008
1-й этап на Тур Того
Тур де л'ор блан
1-й в генеральной классификации
3-й и 8-й (TTT) этапы
7-й этап на Букль дю Котон
2009
 Чемпион Кот-д'Ивуара — групповая гонка
6-й этап на Тур Того
Тур де л'эст интернациональ
2-й в генеральной классификации
5-й этап
2010
5-й этап на Тур Того
2011
 Чемпион Кот-д'Ивуара — групповая гонка
Chrono de Maputo
2012
Тур Кот-д’Ивуара
1-й в генеральной классификации
1-й и 2-й этапы
3-й на Тур Камеруна
3-й на Тур де л'эст интернациональ
2013
Тур Того
2-й в генеральной классификации
8-й этап на
Grand Prix de la Fédération ivoirienne de cyclisme
2-й на Ecowas Cycling Tour
2014
3-й этап на Тур Того
3-й на Тур Кот-д’Ивуара
2016
3-й этап на Тур Того

## Рейтинги
| Год                 | 2006 | 2007 | 2008  | 2009 | 2010  | 2011 | 2012 | 2013  | 2014  | 2015 | 2016 | 2017   |
| ------------------- | ---- | ---- | ----- | ---- | ----- | ---- | ---- | ----- | ----- | ---- | ---- | ------ |
| Мировой рейтинг UCI |      |      |       |      |       |      |      |       |       |      | -    | 2051-й |
| Африканский тур UCI | 40-й | -    | 110-й | -    | 108-й | 37-й | 66-й | 151-й | 103-й | -    | -    | 168-й  |
|                     |      |      |       |      |       |      |      |       |       |      |      |        |
| Источник: UCI       |      |      |       |      |       |      |      |       |       |      |      |        |